# Pólya-Verteilung
Die Pólya-Verteilung beschreibt einen bestimmten Typ von Zufallsexperimenten und gehört damit zur Stochastik. Sie ist nach dem ungarisch-amerikanischen Mathematiker George Pólya benannt. 
Die Pólya-Verteilung wird auch Ansteckungsverteilung genannt, weil mit ihr der Prozess charakterisiert werden kann, dass eine kranke Person andere ansteckt.
Der Begriff des Pólyas-Modells ist nicht eindeutig: In der Literatur finden sich unterschiedliche Kurzbeschreibungen, die nicht nur mehr oder weniger direkte Verallgemeinerungen des Standard-Experimentes umfassen, sondern manchmal sogar vom üblichen diskreten in den kontinuierlichen Fall übergehen. Trotzdem ist das Grundprinzip immer vergleichbar.

## Konzept der Pólyaverteilung
Das Konzept der Pólyaverteilung kann man an einem Urnenmodell demonstrieren:
In einer Urne sind zwei Sorten Kugeln enthalten, etwa {\displaystyle a} rote und {\displaystyle b} blaue. Man wählt zufällig eine Kugel aus. Diese Kugel wird wieder zurückgelegt. Zusätzlich werden {\displaystyle c} weitere Kugeln derselben Farbe der Urne (von außen) hinzugefügt. Dieser Vorgang wird {\displaystyle n}-mal durchgeführt.
Die Zufallsvariable {\displaystyle X_{n}} sei die Anzahl der Versuche, bei denen eine rote Kugel gezogen wird, wenn man den Zufallsvorgang {\displaystyle n}-mal durchführt.
Man bezeichnet eine solche Zufallsvariable als pólyaverteilt.

## Verteilung
Es seien die Anteile der Kugeln in der Urne definiert als
{\displaystyle p={\frac {a}{N}},\quad q={\frac {b}{N}},\quad r={\frac {c}{N}},}
mit {\displaystyle N=a+b}.
Die Wahrscheinlichkeitsfunktion von {\displaystyle X_{n}} ist dann
{\displaystyle P(X_{n}=x)={n \choose x}{\frac {p\cdot (p+r)\cdot (p+2r)\cdots (p+(x-1)r)\cdot q\cdot (q+r)\cdot (q+2r)\cdots (q+(n-x-1)r)}{1\cdot (1+r)\cdot (1+2r)\cdots (1+(n-1)r)}}}
für die Ausprägungen der Zufallsvariablen {\displaystyle X} als
{\displaystyle x={\begin{cases}0,1,\dots ,n&{\text{falls }}c\geq 0\\\max(0,\,n-b),\dots ,\min(a,\,n)&{\text{falls }}c=-1\\\end{cases}}}.
Für andere Werte von {\displaystyle x} ist die Wahrscheinlichkeit gleich Null gesetzt.
Der Erwartungswert von {\displaystyle X_{n}} ist
{\displaystyle \operatorname {E} (X_{n})=n\cdot p}
und die Varianz beträgt
{\displaystyle \operatorname {Var} (X_{n})=p\cdot q\cdot n\cdot {\frac {1+r\cdot n}{1+r}}}.

## Anwendung
Man betrachte zwei verschiedene Krankheitserreger A und B, die sich beide im selben Gebiet ausbreiten. Sie pflanzen sich beide epidemieartig fort, behindern sich aber gegenseitig. (Analog könnte man sich auch zwei konkurrierende Konzerne vorstellen etc.) Kommt eine Person mit einem der Erreger – z. B. A – in Kontakt, bleibt sie damit infiziert, wird aber gegen den konkurrierenden Erreger B immun. Virus A wird sich nun im neuen Wirt fortpflanzen und seine Kopien im Gebiet verteilen (z. B. durch Niesen). Angenommen, die neu erzeugten Erreger können sich schnell genug auf das gesamte Gebiet verteilen (z. B. durch Winde), so erhöht sich für das nächste Opfer die Wahrscheinlichkeit, mit A infiziert zu werden. Der Einfachheit halber sollen die Personen nacheinander infiziert werden und zwischen den Neuerkrankungen genügend Zeit zur Durchmischung sein. Wie hoch ist die Wahrscheinlichkeit für eine bestimmte Abfolge von Infektionen mit A oder B? Das Problem könnte man auch umschreiben:
- Es handelt sich um kein Virus, sondern ein größeres Insekt, das von Mensch zu Mensch springt
- Das Virus pflanzt sich nicht fort, sondern wird vom Immunsystem zerstört.
- Einmal in Kontakt mit dem Wirt gekommen, produziert dieser genügend Antikörper, um sogar noch eine ganze Reihe weiterer Viren derselben Art sofort zu vernichten (z. B. Anti-Viren-Software).

## Spezialfälle und Verallgemeinerungen

### Spezialfälle der Pólyaverteilung
Bei {\displaystyle c=0} wird nur die gezogene Kugel in die Urne zurückgelegt, man erhält also die Binomialverteilung mit den Parametern {\displaystyle n} und {\displaystyle p}.
Bei {\displaystyle c=-1} wird keine Kugel zurückgelegt, es ergibt sich ein Urnenmodell ohne Zurücklegen. Man erhält also bei einer dichotomen Grundgesamtheit (zwei Sorten Kugeln) eine hypergeometrische Verteilung mit den Parametern {\displaystyle N}, {\displaystyle a}, und {\displaystyle n}.
{\displaystyle c=1} beschreibt die klassische Konstellation der Pólya-Verteilung.

### Verallgemeinerungen
- Eine Person kann öfter als einmal infiziert werden.
- Es gibt mehr als zwei verschiedene Erregertypen.
- Die Menge möglicher Kugelarten wird zum Kontinuum.